# 伊木忠繁
伊木 忠繁（いぎ ただしげ）は、安土桃山時代から江戸時代初期にかけての武将。姫路藩池田家筆頭家老。伊木家第2代当主。

## 生涯
伊木忠次の長男として摂津国伊丹に生まれる。元服した後は部屋料として千石を分与された。
関ヶ原の戦い以後に姫路に封じられた池田輝政によって慶長6年（1601年）から始まった姫路城の大改修の際には普請奉行の役目を担っている。慶長8年（1603年）、父が死去したため23歳で家督を相続する。三木城主となり4千石を弟の幸雄に分与し3万3千石を領する。慶長9年（1604年）従五位下、長門守を拝任した。
慶長18年（1613年）、池田家の家老であった森寺忠勝の娘を正室に迎える。
元和2年（1616年）8月6日死去、享年36。忠繁の従兄弟で伊木家家老の伊木正春が一族を束ね、家督を5歳の三十郎（後の忠貞）に継がせた。
正室との間に2人の男児をもうける。長男の鶴千代は9歳で夭折したため、三男の三十郎が後継した。側室との間にできた次男・忠利（正利とも）は千石を与えられ池田家家臣となった。